# Langegg (Gemeinde Aspangberg-St. Peter)
Langegg ist eine Streusiedlung der Gemeinde Aspangberg-St. Peter in Niederösterreich.

## Geografie
Die Streusiedlung befindet sich an der Ostflanke des Wechsels und besteht aus dem Dorf Mitteregg, der Rotte Ausschlag und einigen Einzellagen.

## Geschichte
Laut Adressbuch von Österreich waren im Jahr 1938 in Langegg zwei Gastwirte, ein Holzhändler, zwei Sägewerke, ein Schmied, ein Trafikant und mehrere Landwirte ansässig.